# Trofeo Matteotti 1963
Il Trofeo Matteotti 1963, diciottesima edizione della corsa, si svolse il 28 luglio 1963 su un percorso di 275 km. La vittoria fu appannaggio dell'italiano Pierino Baffi, che completò il percorso in 7h22'00", precedendo i connazionali Rino Benedetti e Franco Cribiori.

## Ordine d'arrivo (Top 10)
| Pos. | Corridore         | Squadra         | Tempo    |
| ---- | ----------------- | --------------- | -------- |
| 1    | Pierino Baffi     | Molteni         | 7h22'00" |
| 2    | Rino Benedetti    | Cynar           | s.t.     |
| 3    | Franco Cribiori   | Gazzola         | s.t.     |
| 4    | Nevio Vitali      | Springoil-Fuchs | s.t.     |
| 5    | Adriano Durante   | Legnano         | s.t.     |
| 6    | Italo Mazzacurati | Cynar           | s.t.     |
| 7    | Diego Ronchini    | Salvarani       | s.t.     |
| 8    | Vittorio Casati   | Legnano         | s.t.     |
| 9    | Sergio Alzani     | Gazzola         | s.t.     |
| 10   | Gastone Nencini   | Springoil-Fuchs | s.t.     |